# 联邦武器执照
联邦武器执照（英語：Federal Firearms License, FFL）是美国授予平民或者公司涉足军火制造、贸易的许可证。由此，美国境内的合法枪械交易大多可以得到政府的监管。持有联邦武器执照自从《1968年枪支管制法》生效之后就成为了全美范围涉足这一领域的必要许可。